# 元田脩一
元田 脩一（もとだ しゅういち、1926年2月15日 - 1977年1月17日）は、日本のアメリカ文学者。
1951年九州大学文学部英文科卒、北九州大学講師、九州大学助教授、教授。50歳で死去。

## 著書
- 『短篇小説の分析と技巧』開文社、1959
- 『エデンの探求 アメリカ小説の一特質』開文社、1963
- 『アメリカ短篇小説の研究 ニュー・ゴシックの系譜』南雲堂、1972

編著
- 『ヘンリー・ジェイムズ『ねじの回転』へのアプローチ』編著 文理書院、1970

## 参考
- 元田脩一教授略歴・主要業績目録 (元田脩一教授追悼論文集) 文学研究、1978-03
- 『アメリカ短篇小説の研究』著者紹介